# NGC 727
NGC 727 est une vaste galaxie spirale intermédiaire relativement éloignée et située dans la constellation du Fourneau. NGC 727 a été découverte par l'astronome britannique John Herschel en 1834. Cette même galaxie a été de nouveau observée par John Herschel en 1837, mais il ne s'en est pas rendu compte. Elle a été inscrite sous la désignation NGC 729.

## Caractéristiques
Sa vitesse par rapport au fond diffus cosmologique est de 9 849 ± 24 km/s, ce qui correspond à une distance de Hubble de 145 ± 10 Mpc (∼473 millions d'al). 
La classe de luminosité de NGC 727 est I-II.